# Amber van der Heijde
Amber van der Heijde (Purmerend, 17 augustus 1988) is een Nederlandse voetbalster die sinds 2011 speelt voor Telstar.

## Carrière
Van der Heijde begon haar voetbalcarrière bij Hollandia waar ze in jongenselftallen uitkwam. Ze doorliep daarbij alle jeugdselecties van het Nederlands elftal.
Op 17-jarige leeftijd maakte ze de overstap naar Fortuna Wormerveer, dat uitkomt in de hoofdklasse, op dat moment het hoogste niveau in Nederland voor vrouwenvoetbal. In haar eerste jaar won ze direct de KNVB beker met haar elftal.
Na twee seizoenen in de hoofdklasse vertrok ze naar FC Twente om mee te doen in de nieuwe Eredivisie voor vrouwen. In haar eerste seizoen wist Van der Heijde snel een basisplaats te veroveren. In de tweede seizoenhelft raakte ze echter geblesseerd, waardoor ze een aantal wedstrijden vanaf de kant moest toekijken. Tegen het eind van het seizoen was ze weer fit en won ze met FC Twente de KNVB beker. Ook werd haar contract met één jaar verlengd. In seizoen 2009/10 kwam ze niet voor in de plannen van de trainster. Ze werd voornamelijk als invalster gebruikt. Aan het eind van het seizoen verliet ze FC Twente. Ze vertrok naar AZ. Dat jaar besloot AZ echter te stoppen met vrouwenvoetbal.  In de laatste wedstrijd van het seizoen werd de KNVB beker gewonnen. Daarna stapte ze over naar SC Telstar VVNH.

## Erelijst
- KNVB beker: 2006 (Fortuna Wormerveer), 2008 (FC Twente), 2011 (AZ)

## Statistieken
| Seizoen | Club               | Land      | Competitie  | Wedstrijden | Doelpunten |
| ------- | ------------------ | --------- | ----------- | ----------- | ---------- |
| 2005/06 | Fortuna Wormerveer | Nederland | Hoofdklasse | -           | -          |
| 2006/07 | Fortuna Wormerveer | Nederland | Hoofdklasse | -           | -          |
| 2007/08 | FC Twente          | Nederland | Eredivisie  | 11          | 0          |
| 2008/09 | FC Twente          | Nederland | Eredivisie  | 7           | 0          |
| 2009/10 | FC Twente          | Nederland | Eredivisie  | 9           | 0          |
| 2010/11 | AZ                 | Nederland | Eredivisie  | 15          | 0          |
| 2011/12 | Telstar            | Nederland | Eredivisie  | 14          | 1          |
| Totaal  | Totaal             | Totaal    | Totaal      | 56          | 1          |

Bijgewerkt op 23 mei 2012 10:24 (CEST)